# ويكي بي سي جيمنج
ويكي بي سي جيمنج هو موقع ويب من نوع ويكي ومشروع مجتمعي ‏ أنشئ في 9 فبراير 2012، وهو متوفر باللغة الإنجليزية ومحتواه الأساسي حول لعبة فيديو.

## وصلات خارجية
- الموقع الرسمي